# Ribal al-Assad
Ribal al-Assad (4 giugno 1975) è un attivista siriano per la democrazia, la libertà e i diritti umani.

## Biografia
È il figlio di Rifa'at al-Assad e Line Al-Khayer ed è sposato con Joanna Al-Assad. I suoi fratelli sono Siwar Al-Assad (autore del romanzo francese, 'À coeur perdu') e Somar al-Assad (fondatore di A.N.N., canale televisivo arabo di Notizie e del partito Arab People nel 1997). È cugino di primo grado e grande oppositore di Bashar al-Assad.
Ribal è il fondatore e direttore della Organisation for Democracy and Freedom in Syria (ODFS) (Organizzazione per la libertà e la democrazia in Siria) ed è anche presidente e fondatore della Fondazione Iman, organizzazione no-profit che cerca di promuovere il dialogo interreligioso e culturale e di sfidare gli estremismi.
Ribal Al-Assad fu esiliato dalla Siria da bambino e si è a lungo dedicato ad azioni politiche miranti ad una transizione pacifica verso la democrazia e i diritti umani nel suo Paese. Nel 2010 è stato al centro dell'attenzione mediatica internazionale grazie ad un'intervista del giornalista e storico britannico Robert Fisk.
Il suo impegno per la ricerca di una soluzione politica del conflitto siriano, definita "unica soluzione possibile", è rimasto costante nonostante il progressivo intensificarsi delle violenze dall'inizio del conflitto nel 2011. Oltre ad essere un sostenitore dei diritti democratici universali in Siria, Ribal al-Assad ha anche parlato in maniera molto aperta contro i gruppi politici religiosi e contro la teocrazia criticando pubblicamente organizzazioni come i Fratelli Musulmani, Hezbollah, il Fronte al-Nusra, ISIS, Hamas e il governo dell'Iran. Ha anche criticato il Consiglio Nazionale Siriano, e la sua selezione non democratica dei membri da parte della Turchia e del Qatar, la maggioranza dei quali appartengono alla Fratellanza Musulmana. Allo stesso modo, le sue critiche all’Esercito siriano libero hanno riguardato l’inclusione di gruppi estremisti islamici e la prevalenza di estremisti salafiti nel suo Consiglio Supremo Militare. Ribal, dal 2010, ha invitato la comunità internazionale a riunirsi per stabilire la pace e la stabilità in Siria.
Ribal Al-Assad è anche un imprenditore e si è dedicato a diverse organizzazioni di beneficenza. Parla in maniera fluente arabo, francese, spagnolo e inglese.

### La vita iniziale e la famiglia
Ribal è nato a Damasco, come 13° di 16 fratelli. Sua madre, una optometrista, gestiva una clinica gratuita per i poveri a Damasco. Suo padre, Rifa'at al-Assad, fu responsabile dell’Istruzione Superiore, una figura militare di alto livello, vice-presidente nominale tra il 1984 e il 1998, oltre che fratello minore del defunto presidente Hafez al-Assad.
Da bambino, Ribal fu circondato da influenze democratiche. Suo padre fondò Al-Fursan, la prima e unica rivista araba nel Medio Oriente che promuoveva la democrazia e la libertà. Ribal fu incoraggiato a leggere articoli che spiegavano l'importanza del pluralismo politico e della libertà in Siria e nel Medio Oriente. Il padre fu anche promotore dell'istruzione (costruendo le Università di Lattakia e Homs ed estendendo l’Università di Aleppo) e dell'avanzamento delle donne nella società militare e civile. Sua madre, Line Al-Khayer, una beneficiaria di questa politica, fu addestrata come paracadutista.
Ribal lasciò la Siria nel 1984, all'età di 9 anni dopo un allontanamento tra il padre e lo zio che iniziò nel 1970 e portò ad a una situazione di stallo militare e ad una scissione nel partito Baath. In un'intervista con il Jewish Chronicle, Ribal al-Assad affermò che "se le idee di suo padre fossero state seguite negli anni ‘70, la Siria avrebbe fatto la pace con Israele allo stesso tempo che con gli egiziani".
Ribal e la sua famiglia si trasferirono allora a Parigi, dove Ribal continuò a vivere fino all'età di 16 anni. Egli sostenne che le sue esperienze di integrazione con altre culture a Parigi lo aiutarono a sviluppare una comprensione precoce del multiculturalismo e delle comunità multi-etniche; soprattutto per quanto riguarda la comunità ebraica. La fede in una società inclusiva e multiculturale, che fu una pietra miliare nella missione ODFS, fu sviluppata da un tale punto di partenza.
All'età di 16 anni, Ribal Al-Assad iniziò la Scuola Superiore di New York e Houston, prima di frequentare l’Università di Boston.
Nonostante avesse lasciato la Siria nel 1984, Ribal Al-Assad ricevette continue minacce di morte e subì diversi attentati. Dal 1992 al 1997 Ribal non risiedeva in modo permanente in Siria, ma tornava regolarmente a casa durante il periodo di Natale, per fare visita a suo padre, che non aveva il permesso di lasciare il Paese. Ribal si stabilì in Siria dal 1997 al 1999 continuando a lavorare per organizzazioni benefiche avviate dal padre.
I vari attacchi contro la persona, le proprietà e gli amici di Ribal hanno chiaramente influenzato le sue antipatie verso il governo e il sistema politico che li consentirono. Tra di essi si annoverano i seguenti episodi:
- Nel 1980, i Fratelli Musulmani, che avevano sostenuto il rovesciamento del governo a favore di uno stato islamico in Siria, tentarono di lanciare un camion pieno di esplosivo contro la casa di famiglia. Il camion fu intercettato dalle guardie di sicurezza che spararono sul mezzo.
- Nel 1994, due settimane dopo una discussione pubblica con i suoi cugini Bashar e Maher Al Assad, dei soldati furono inviati a uccidere Ribal all'aeroporto internazionale di Damasco. Il piano fu sventato perché suo padre lo accompagnò all’aeroporto.
- Nel 1998, Ribal fu oggetto di un tentativo di assassinio da parte del governo, che gli tese un agguato sull'auto con strisce chiodate (pungiglioni) al ritorno sulla strada buia dal Libano a Tartus.
- Nel 1999, una settimana dopo che Ribal partì per la Spagna, la sua casa di famiglia a Latakia fu attaccata da 5.000 guardie repubblicane con navi, carri armati, lanciarazzi ed elicotteri, guidati dal generale Assef Shawkat.

Altri attacchi non presero direttamente di mira la sua vita, ma quelle dei suoi collaboratori e delle sue opere di volontariato:
- Nel 2006, Ribal fondò l’Organizzazione benefica Al-Fursan in Libano, e questa organizzazione, durante le feste religiose distribuisce cibo, regali e oggetti di scuola a persone provenienti da tutte le religioni, sette e gruppi etnici. Ribal aprì anche una piccola scuola per insegnare ai bambini gratuitamente le lingue straniere. Nel 2007 il governo siriano fece distruggere la scuola e il direttore dell’Organizzazione fu aggredito con armi da fuoco e la sua auto fu bruciata.
- Nel 2009, l’intelligence militare libanese, chiamò Nawar Abboud, il membro siriano dell’Alleanza Nazionale Democratica Unita (guidata dal padre di Ribal), per interrogarlo e consegnarlo all’intelligence militare siriana. Minacciarono anche la moglie incinta e la loro figlia di tre anni, che però riuscirono a fuggire. Egli era anche tesoriere dell’Organizzazione benefica Al-Fursan. Il suo arresto avvenne la notte dopo che aveva distribuito regali ai musulmani e cristiani nelle Chiese in Libano. Abboud fu poi consegnato alle autorità siriane e non fu più visto da allora.

Ribal al-Assad ha spesso dichiarato che la sua esposizione all'estremismo, al terrorismo e agli orrori del vivere in uno stato di polizia autocratico, lo spinsero a lavorare per un cambiamento pacifico, che portasse la libertà, la democrazia e i diritti umani in Siria e in Medio Oriente.

## Canale ANN
Questo lavoro per la democrazia e la libertà iniziò nel 2006 con la sua Presidenza della Rete Arab News (ANN), un canale televisivo che promuove la libertà e la democrazia in tutto il Medio Oriente. Fondato nel 1997, fu il primo canale televisivo satellitare arabo di notizie istituito per promuovere la democrazia e la libertà in Siria, nel Medio Oriente e in Nord Africa. Nel 2009 tuttavia, il canale ANN fu bloccato dal governo siriano.

## Organizzazione per la democrazia e la libertà in Siria
Frustrato dalla censura di ANN, Ribal al-Assad fondò l'Organizzazione per la democrazia e la libertà in Siria nel 2009. Anche prima dell'inizio della Primavera Araba nel 2011, Ribal al-Assad parlò contro il governo di Bashar al-Assad e il suo fallimento nell’offrire un futuro democratico per il popolo siriano.
La sua ostilità verso il governo siriano è registrata nel suo primo discorso da direttore dell’ODFS presso l'Istituto LEGATUM nel febbraio 2010, in cui disse:
“Il mondo è andato avanti, ma il mio paese, la Siria, no. Non è riuscita a diventare la grande nazione che dovrebbe essere. Non è colpa dell'uomo o della donna comune. L'attuale governo, il regime, non è riuscito a offrire la democrazia, la libertà e la prosperità. Il regime è autoritario e di controllo. Opprime il suo popolo, nega la libertà di espressione e di associazione, viola i diritti umani, e gestisce male l'economia”.
In qualità di Direttore delle ODFS, Ribal continuò la sua missione per le riforme coinvolgendo nel marzo 2010 parlamentari britannici ed europei senior, tra cui Robert Godsiff, presidente del gruppo parlamentare All-Party, esprimendo la necessità urgente di una transizione politica in Siria per la democrazia e la libertà.
L'organizzazione tuttavia non uscì alla ribalta fino al 2010, quando il giornalista Robert Fisk intervistò Ribal al-Assad. L’Organizzazione iniziò a guadagnare slancio dopo l'inizio della Primavera araba nel 2011 e da allora Ribal appare regolarmente in televisione e sulla carta stampata come commentatore di politica e attualità.
Ribal fu critico nei confronti del Consiglio Nazionale Siriano sin dalla sua nascita. Egli ha sottolineato come sia stato composto in gran parte da membri della Fratellanza Musulmana, che non erano stati eletti attraverso un processo democratico, ma scelti individualmente dalla Turchia e dal Qatar. Fu anche critico del Free Syria Army (evidenziando come fosse stato creato includendo gruppi estremisti islamici) e del suo Consiglio Supremo Militare (anch'esso composto esclusivamente da gruppi salafiti estremisti).
In un discorso alla Oxford University United Nations Association Ribal descrisse il modo in cui l'ottimismo della primavera araba siriana degenerò rapidamente in una spirale di caos e tragedie evitabili.

## La Fondazione Iman
Il lavoro di Ribal al-Assad come Presidente della Fondazione Iman si è concentrato sulla promozione del dialogo culturale interreligioso e nella sfida all'estremismo in tutto il mondo. L'organizzazione è non-profit e si impegna a "promuovere il dialogo interreligioso e interculturale, il dialogo intra-religioso e sfidare l'estremismo e promuovere le opinioni principali".
Dal 2010, Ribal al-Assad ha incontrato una lunga lista di leader religiosi e politici globali per discutere di questioni generali e specifiche legate al dialogo inter e intra-confessionale. La Fondazione Iman ha tenuto anche una serie di conferenze che affrontano i temi del radicalismo e dell'estremismo islamico.